# مورگان فاکس (بازیکن فوتبال)
مورگان فاکس (انگلیسی: Morgan Fox؛ زادهٔ ۲۱ سپتامبر ۱۹۹۳) بازیکن فوتبال اهل بریتانیا است.
از باشگاه‌هایی که در آن بازی کرده‌است می‌توان به باشگاه فوتبال شفیلد ونزدی، باشگاه فوتبال چارلتون اتلتیک، و باشگاه فوتبال نوتس کانتی اشاره کرد.
وی همچنین در تیم ملی فوتبال زیر ۲۱ سال ولز بازی کرده‌است.